# 特克維爾 (堪薩斯州)
特克維爾（英語：Turkville）是位於美國堪薩斯州埃利斯縣的一個鬼鎮。

## 歷史
特克維爾的郵政局於1875年設立，直到1918年結束營運。